# Gaoyuan
Gaoyuan (kinesiska: 高院镇, 高院) är en köping i Kina. Den ligger i provinsen Sichuan, i den sydvästra delen av landet, omkring 160 kilometer öster om provinshuvudstaden Chengdu. Antalet invånare är 12 846. Befolkningen består av 6 423 kvinnor och 6 423 män. Barn under 15 år utgör 15,0 %, vuxna 15-64 år 67 %, och äldre över 65 år 16,0 %.
Genomsnittlig årsnederbörd är 1 339 millimeter. Den regnigaste månaden är juli, med i genomsnitt 269 mm nederbörd, och den torraste är december, med 7 mm nederbörd.